# Eoophyla guillermetorum
Eoophyla guillermetorum là một loài bướm đêm trong họ Crambidae.